# Tara und Tahnee – Verloren im Tal des Goldes
Tara und Tahnee – Verloren im Tal des Goldes ist ein historischer Abenteuerroman des deutschen Kinder- und Jugendbuchautors Patrick Hertweck, der im Februar 2020 im Stuttgarter Thienemann-Esslinger-Verlag erschienen ist und vom Verlag für Kinder ab 10 Jahren empfohlen wird.

## Handlung
Tara und Tahnee – Verloren im Tal des Goldes spielt im Kalifornien des Jahres 1856 und erzählt in wechselnden Perspektiven die Geschichte der 12-jährigen Mädchen Tara und Tahnee, deren Schicksale auf mysteriöse Weise miteinander verbunden sind. Ein Handlungsstrang verfolgt den abenteuerlichen Weg Tahnees durch die Wildnis der Sierra Nevada. Sie muss so schnell wie möglich nach San Francisco gelangen, um das Leben ihres Vaters zu retten. Zur selben Zeit lebt die gleichaltrige Tara in einem herrschaftlichen Anwesen in der Stadt an der Westküste. Überbehütet und isoliert wächst sie bei ihrem Großvater auf, bis sie eines Tages durch Zufall einem Fremden begegnet, der sie dermaßen entsetzt anblickt, dass sie die Begegnung nicht vergessen kann. Sie muss herausfinden, was es mit dem Fremden auf sich hat und begibt sich ebenfalls auf ein gefährliches Abenteuer.

## Ausgaben
- Patrick Hertweck: Tara und Tahnee – Verloren im Tal des Goldes. Thienemann-Esslinger, Stuttgart 2020. ISBN 978-3-522-18467-0 (gebundene Ausgabe)[1]
- Patrick Hertweck: Tara und Tahnee – Verloren im Tal des Goldes. Thienemann-Esslinger, Stuttgart 2020. ISBN 978-3-522-61073-5 (E-Book)[2]
- Patrick Hertweck: Tara und Tahnee – Verloren im Tal des Goldes. dtv, 2022. ISBN 978-3-423-71908-7 (Taschenbuch)
- Patrick Hertweck: Tara und Tahnee – Verloren im Tal des Goldes. Leonine (Sony Music), 2021 (Hörbuch), gelesen von Christiane Marx